# Sya kyrka

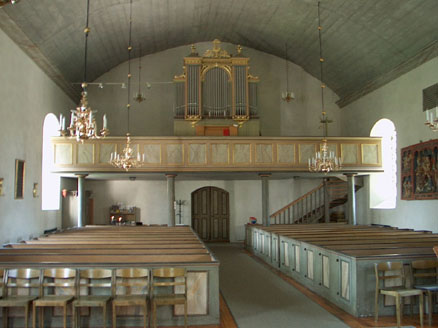
Kyrkorummet med orgelläktaren

Sya kyrka är en kyrkobyggnad som tillhör Vifolka församling i Linköpings stift. Kyrkan ligger på en höjd i utkanten av samhället Sya i Mjölby kommun. Nordväst om kyrkan ligger Svartån och åt sydväst ligger Hydingebäcken.

## Kyrkobyggnaden
Kyrkan har en stomme av sten och består av ett rektangulärt långhus. I öster finns ett rakt avslutat kor med samma bredd som långhuset och i väster ett kyrktorn. Norr om koret finns en vidbyggd sakristia. Långhus och kor har ett valmat mansardtak som är klätt med stavspån. Tornhuven med spira är täckt med kopparplåt.

### Ursprungliga kyrkan
Ursprungliga kyrkan av sten var byggd på medeltiden och hade en okänd utformning. Kyrkorummet hade stenvalv, men på 1600-talet ersattes stenvalven med paneltak av trä som dekorationsmålades. Vid västra kortsidan stod ett kyrktorn av trä.
Vid mitten av 1700-talet togs en stiftskollekt upp till bygget av en ny kyrka. Församlingen ville bygga till den befintliga kyrkan, men slutligen fattades beslut att bygga en ny kyrka.

### Nuvarande kyrka
Nuvarande kyrka uppfördes 1774 av stiftsbyggmästare Petter Andersson och stiftsmurmästare Måns Månsson. Delar av ursprungskyrkan kom att ingå i nuvarande kyrkas norra vägg. 1863 uppfördes ett kyrktorn i väster och en sakristia norr om koret. Tidigare var sakristian inrymd bakom altaret.
Kyrkorummets utseende präglas av en restaurering som genomfördes 1933 under ledning av arkitekt Johannes Dahl i Tranås.

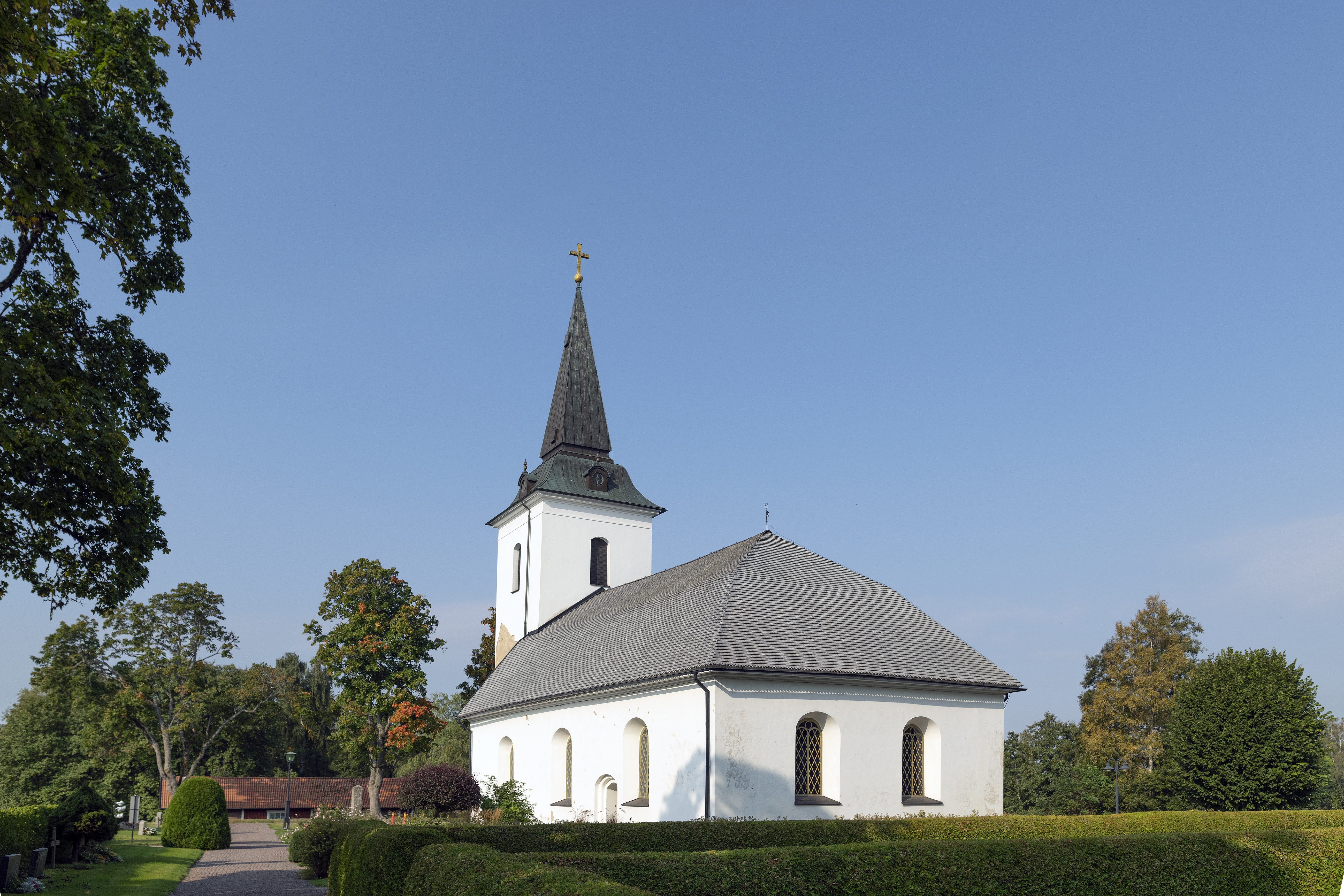
2020
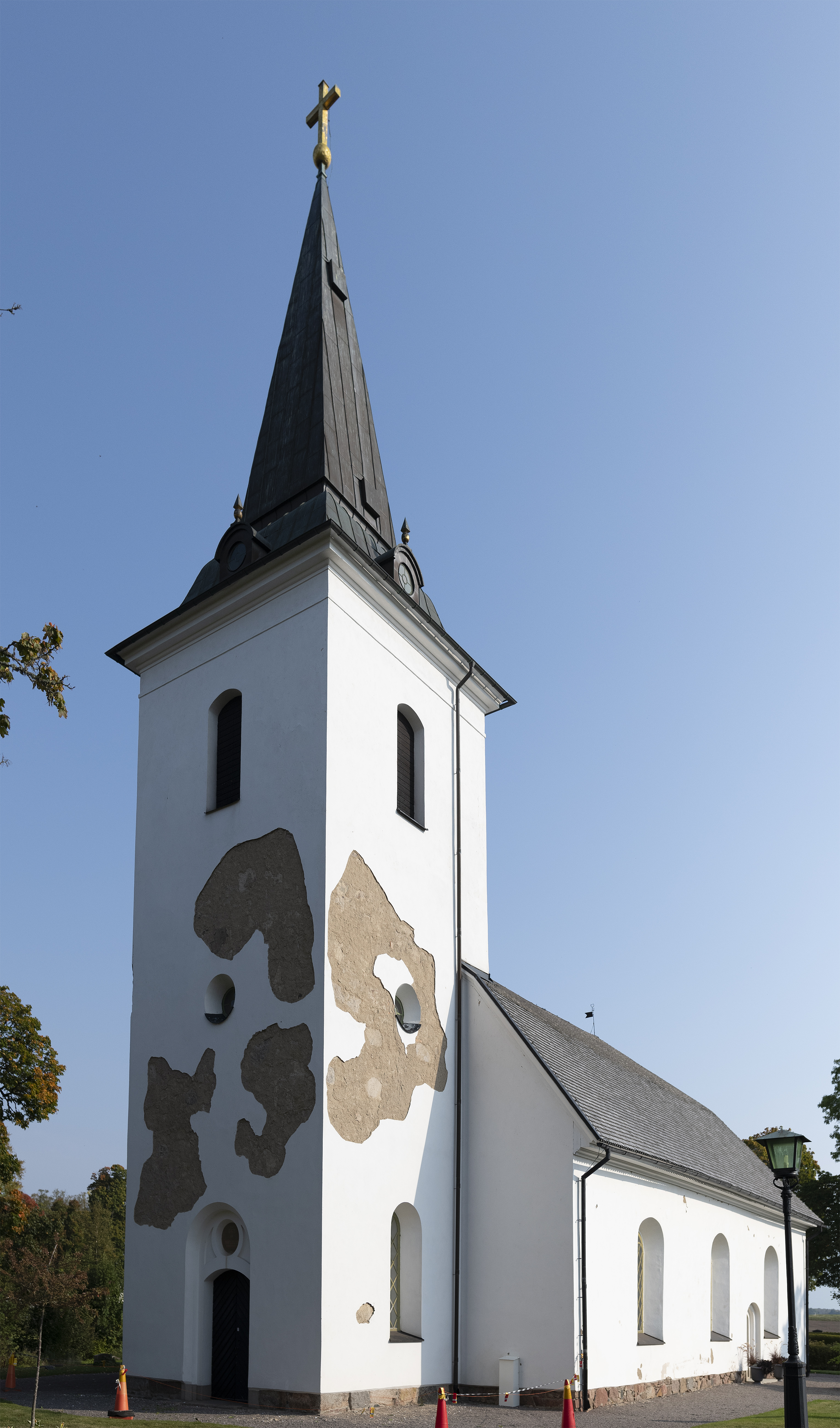
2020

## Inventarier
- Altarskåpet är tillverkat vid senare delen av 1400-talet eller omkring år 1500 och är tillverkad i Nordtyskland. Skåpets centralmotiv är Sankt Martin. Till höger om Sankt Martin står Maria Magdalena. Till vänster står helgonet Agnes (helgon) med lamm och krona. Relieferna på vänster sida föreställer Jesu födelse och Bebådelsen. På höger sida föreställer relieferna Omskärelsen och Marias död. Skåpet har målats om 1697 och 1900.
- Ett krucifix är tillverkat på 1300-talet.
- En ornerad dopfunt av kalksten är tillverkad 1658 av Michael Hacke i Skänninge. Inristad med följande skrift: 1658 Fecit Mich. Hacke 1. December.
- Den nuvarande predikstolen är tillverkad 1863. Den gamla predikstolen är tillverkad 1689 av Henrik Werner d.y. och förvaras nu på kyrkvinden.
- Altartavlan som tillkom 1826 är utförd av Bengt Frökenberg som var målarmästare i Linköping. Tavlans motiv är nattvardens instiftande. Den skänktes av rusthållaren Anders Andersson och hustrun Maria Christina Andersdotter i Hydinge Västergård år 1826.
- Av tornets kyrkklockor är storklockan från 1603/1604 och lillklockan skänktes till kyrkan omkring 1680 och är omgjuten åren 1742, 1798 och 1824. 1824 göt  av Lars Öhman om den. Fram till 1863 hängde klockorna i en klockstol på kyrkogården.
- En större ljuskrona från 1710, skänkt av häradshövdingen Samuel Hitterhorn och dess maka i Hydinge.
- Ljusplåtar
- Ljusarmar
- Ett par tennstakar utförda i Linköping.
- Två stycken nummertavlor. Den ena är skänkt av J. Pettersson i Åhyddan år 1933. | ” | SKÄNKT AV J. PETTERSSON 1933. | „ | Den andra är skänkt av kyrkoföreståndaren Elias Olofsson i Veta år 1844. | ” | SKÄNKT. AF. KYRKOFÖRESTÅNDAREN. ELIAS. OLOFSSON. I. WETA. ÅR. 1844. FÖDD. I. LUNNARP. DEN 8. JULI. 1779. | „ |
- Minnestavla över Frans L'Orange.

### Textilier
- Mässhake i ljusblott siden från 1700-talet, skänkt av kapten Conrad von Braunjean.
- Mässhake i svart sammet.
- Mässhake i rött siden och med blått kors från 1958 i Libraria.
- Mässhake i vitt ylle med broderat kors i flera färger från 1953 i Libraria.

### Nattvardsservis
- Kalk i silver från 1500-talet, sexpassformad fot med graverad ornering i renässansstil.
- Paten tillverkad 1760 i Linköping av Nils Dahl
- Oblatask, dekorerad med alliansvapen under friherrlig krona med bokstäverna E. R. H. och M. B. L..
- Vinkannan från 1863.

### Orgel
- 1774 byggde Olof Hansson, Sya en orgel med 9 stämmor till kyrkan. Den 24 november 1774 kom man överens om att Hansson skulle skänka en orgel till kyrkan. Man kom även överens om att församlingen skulle betala skatten till hemmanet Kyrkosätter i Sya. 1781-1782 reparerades orgeln av Lars Strömblad. Orgeln reparerades 1799 av Johan Adolph Mecklin, Linköping och 1829 av Nils Ahlstrand, Norra Solberga.[1]. Orgelverket var efter en tid nästan obrukbart och reparerades 1799 av Johan Adolph Mecklin. 1829 reparerades det av Nils Ahlstrand.
- 1866 byggde Åkerman och Lund en orgel med 8 stämmor. Spelbordet stod på östra sidan om orgeln.

| Manual C-f3         | Pedal C-f1 | Koppel |
| Borduna Bas/Diskant | Bihängd    | 4' Man |
| Principal 8’        |            |        |
| Salisional 8'       |            |        |
| Flöjt harmonik 8'   |            |        |
| Rörflöjt 8'         |            |        |
| Oktava 4'           |            |        |
| Oktava 2'           |            |        |
| Trumpet 8'          |            |        |

- Den nuvarande orgeln är mekanisk och byggd 1967 av A Mårtenssons orgelfabrik AB, Lund. Fasaden är från 1866 års orgel.[2]

| Huvudverk I C-g3  | Svällverk II C-g3 | Pedal C-f1    | Koppel |
| Rörflöjt 8’       | Gedackt 8’        | Subbas 16’    | I/P    |
| Princial 4’       | Koppelflöjt 4’    | Rörgedackt 8’ | II/P   |
| Waldflöjt 2’      | Principal 2’      | Koralbas 4'   | II/I   |
| Sesquialtera 2 ch | Scharf 3 ch 1'    |               |        |
| Mixtur 4 ch       | Dulcian 8'        |               |        |
|                   | Tremulant         |               |        |
|                   | Crescendosvällare |               |        |

## Bildgalleri

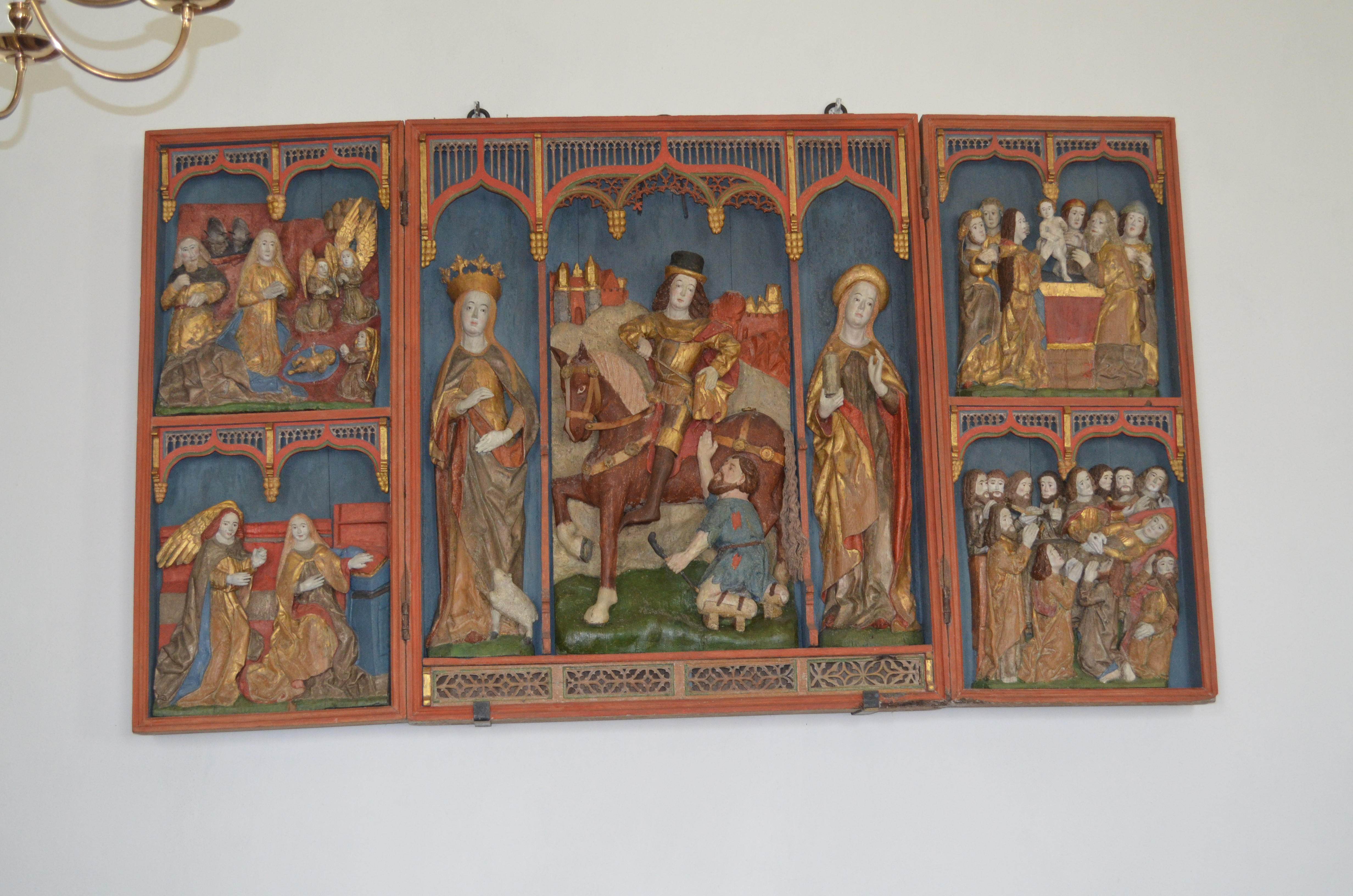
Sya kyrkas altarskåp
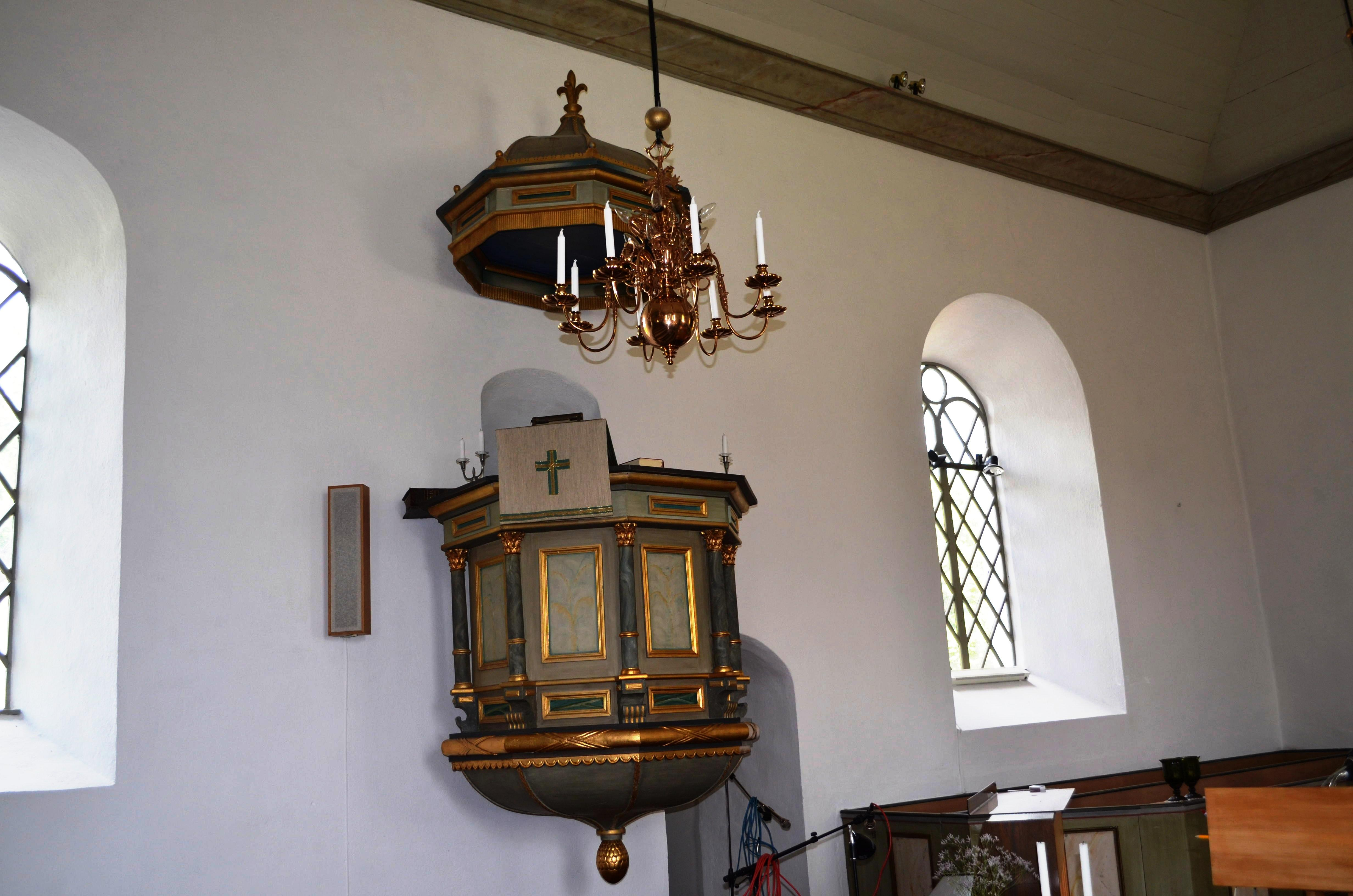
Sya kyrkas predikstol
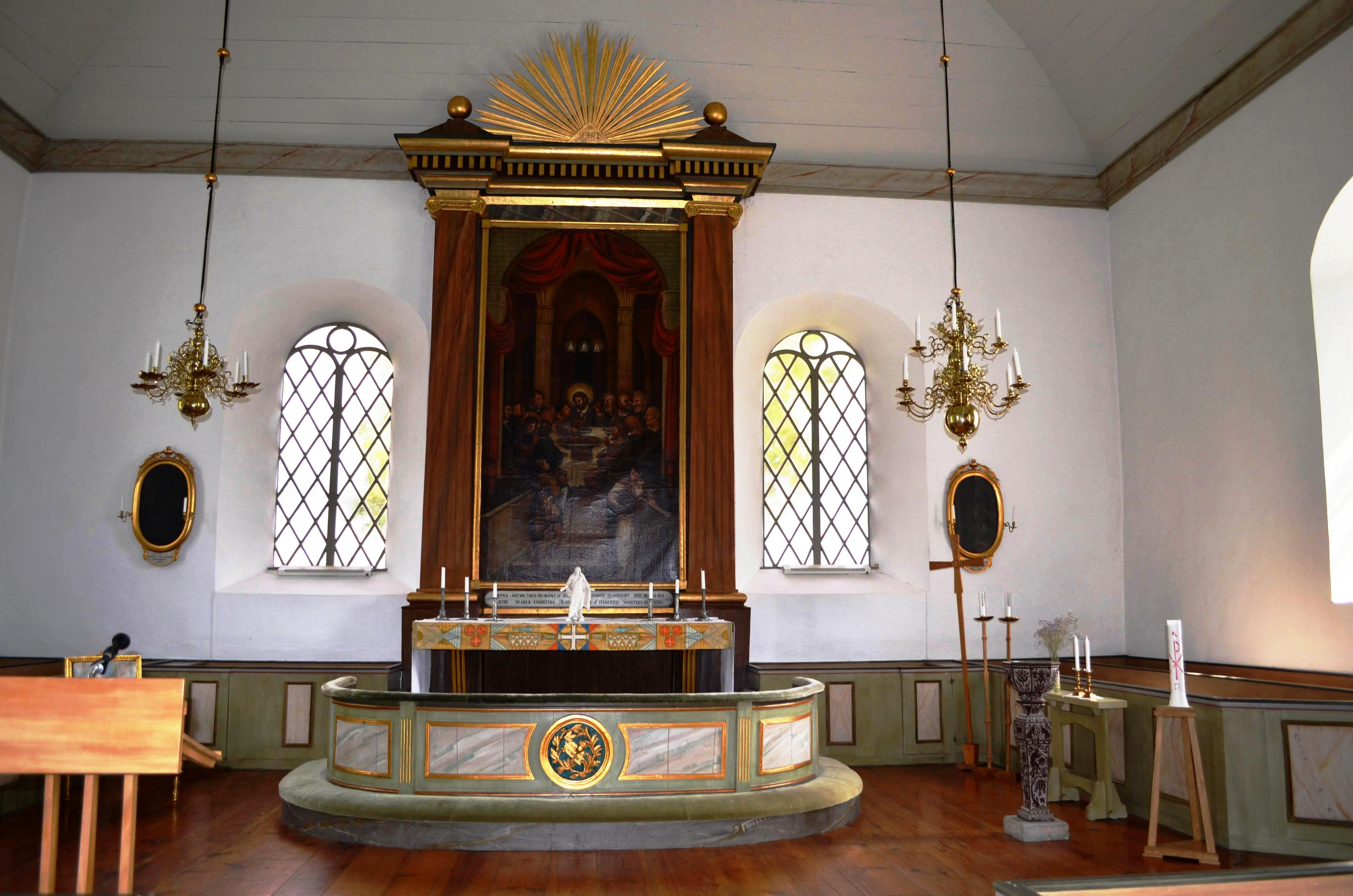
Sya kyrkas altare
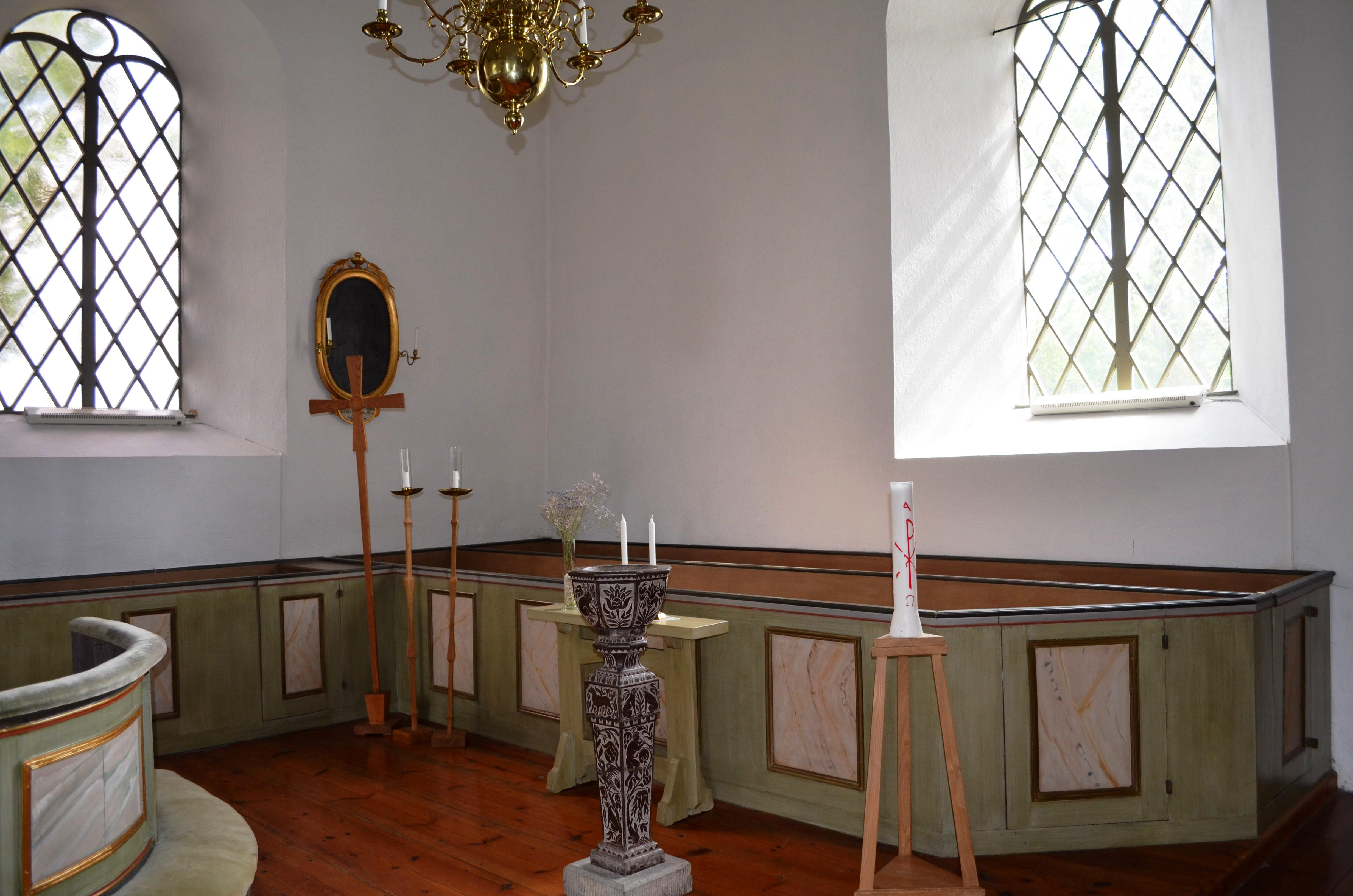
Sya kyrkas dopfunt

### Webbkällor
- Information från Folkungabygdens pastorat
- Östergötlands länsmuseum
- byggnadspresentation